# Livet på landet (1943)
För andra betydelser, se Livet på landet.
Livet på landet är en svensk dramafilm från 1943 i regi av Bror Bügler.

## Om filmen
Filmen premiärvisades 29 november 1943. Filmen spelades in vid Europa Studio i Sundbyberg med exteriörer från Krapperups slott och trakten kring Mölle av Sven Thermænius. I filmen debuterade Bror Bügler som filmregissör och rollen som godsägaren Axel von Rambow blev hans sista filmroll som skådespelare. 
Som förlaga har man Fritz Reuters roman Ut mine Stromtid (Livet på landet) som utgavs i tre delar 1862-1864, romantrilogin kom i svensk översättning 1870. 
Romanen har även dramatiserades och framfördes första gången 1880 på Södra Teatern i Stockholm. Romanen har blivit filmatiserad flera gånger, bland annat 1924 i regi av Ivan Hedqvist, se Livet på landet (film, 1924) och i Tyskland 1920 under titeln Ut mine Stromtid i regi av Hubert Moest under titeln Onkel Bräsig regisserade Erich Waschneck 1936-års inspelning.

## Roller i urval
- Edvard Persson -   Zakarias Bräsig, f.d. inspektor på godset Poppelhagen
- George Fant -  Frans von Rambow
- Bror Bügler -  greve Axel von Rambow, ägare till Poppelhagen, Frans kusin
- Birgitta Valberg -  Frida von Rambow, hans hustru
- Ivar Kåge -  Carl Haverman, inspektor
- Ingrid Backlin -  Louise Haverman, hans dotter
- Willy Peters -  Frits, jordbrukselev
- Mim Ekelund -  Marie Möller, husmamsell
- Kolbjörn Knudsen -  Carl Brockman, godsägare
- Dagmar Ebbesen -  fru Brockman
- Birgitta Arman -  Salla Brockman, dotter
- Nancy Dalunde -  Malla Brockman, dotter
- Lilly Kjellström -  Kokerskan
- Sven Bergvall -  pastor Berger
- Gull Natorp -  pastorskan Berger
- Albert Ståhl -  Brolin, procentare
- Elsa Åkerstedt - Kerstin, mjölkerska på auktionen

## Musik i filmen
- Välkomstvisa, kompositör Alvar Kraft, text Gabriel Jönsson, sång Edvard Persson
- Dryckesvisa, kompositör Alvar Kraft, text Gabriel Jönsson, sång Edvard Persson
- Trädet, kompositör Alvar Kraft, text Gabriel Jönsson, sång Edvard Persson
- Julvisa, kompositör Alvar Kraft, text Gabriel Jönsson, sång Edvard Persson

## DVD
Filmen gavs ut på DVD 2016.